# Va, pensiero

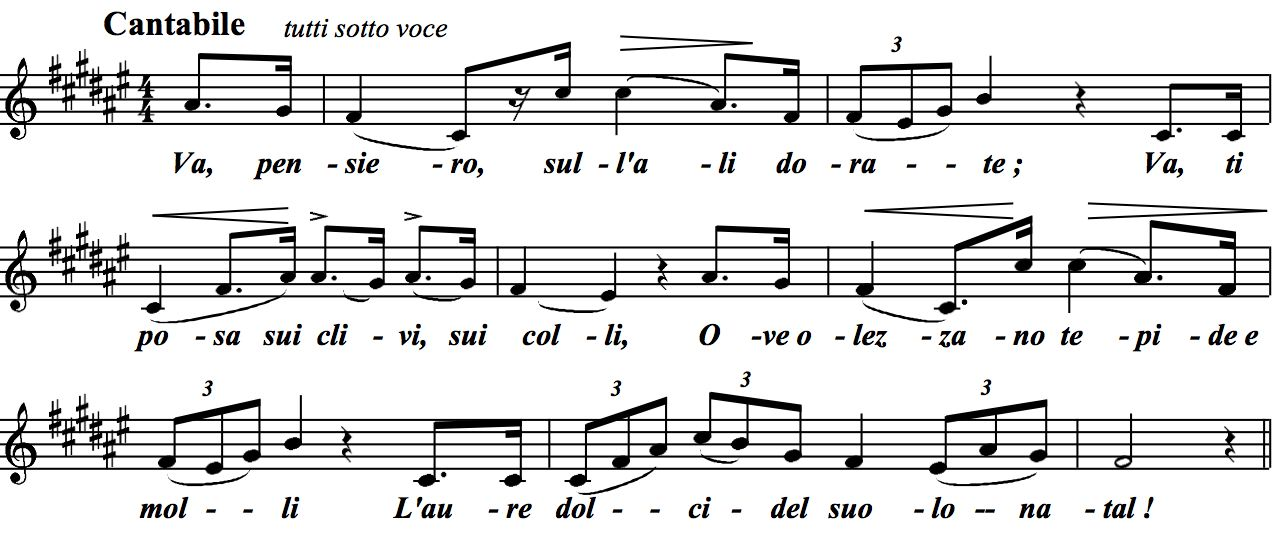
Мелодія та перші рядки «Va, pensiero»

«Va, pensiero» (з італ. «Лети, думко») — хор з третього акту опери «Набукко» (1842) Джузеппе Верді, найбільш відомий музичний фрагмент опери.

## Опис
Текст хору «Va, pensiero» належить Темістокле Солера — автору лібрето «Набукко», і є парафразою біблійного псалма 136 «На ріках вавилонських». За сюжетом, виконавці «Va, pensiero» є єврейськими вигнанцями, що плачуть у вавилонському полоні про втрачену батьківщину і зруйнований Перший Храм.
Критики називали «Набукко» «драмою для хору» і навіть «хоральною фрескою», таке велике значення в опері має хор. «Va, pensiero» став в деякому сенсі другим національним гімном Італії — саме він звучав при відкритті заново відбудованого театру «Ла Скала» після Другої світової війни, а на похоронах самого Верді і на похоронах диригента Артуро Тосканіні його співав народ.
У 1990-ті роки в Італії розглядалася ідея заміни зайво політизованого гімну «Fratelli d'Italia» («Брати Італії»), який з 1946 року вважався «тимчасовим», на «Va, pensiero». Лише у 2005 році пісня «Fratelli d'Italia» набула законного статусу державного гімну. Однак, до теперішнього часу «Va, pensiero» продовжує бути неофіційним гімном італійського регіону Паданія і виконується на усіх заходах італійської партії «Ліга Півночі».

## Медіа
- Відео: "Лети, думко" (Va, pensiero), переклад субтитрами Олекси Кириченка, виконують K&K Philharmoniker — K&K Opernchor — 06. April 2009 im Konzerthaus Berlin